# Réalmont
Réalmont [ʁealmɔ̃] (okzitanisch Rièlmont) ist eine französische Gemeinde mit 3.542 Einwohnern (Stand: 1. Januar 2022) im Département Tarn in der Region Okzitanien. Réalmont gehört zum Arrondissement Albi und ist der Hauptort (chef-lieu) des Kantons Le Haut Dadou.

## Geographie
Réalmont liegt etwa zwanzig Kilometer südlich von Albi im Tal des Flusses Dadou. Umgeben wird Réalmont von den Nachbargemeinden Lombers im Norden und Nordwesten, Ronel im Norden und Nordosten, Saint-Lieux-Lafenasse im Osten, Vénès im Süden sowie Saint-Genest-de-Contest im Südwesten und Westen.

## Geschichte
1272 wurde Réalmont als königliche Bastide von Philipp III. gegründet, woher sich auch der Name Réalmont (königlicher Berg) ableitet.

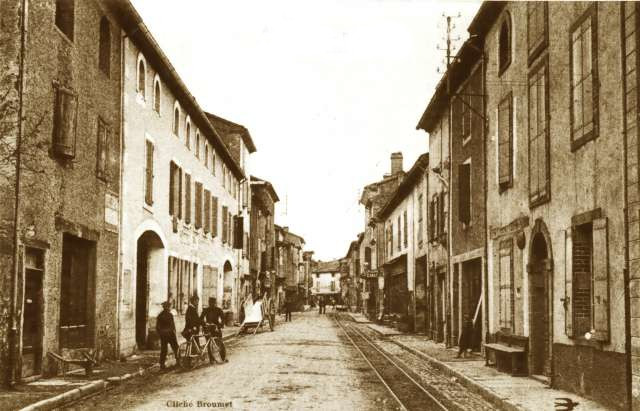
Avenue de Castres (heutige Avenue Général de Gaulle) mit Gleis der Pferdestraßenbahn (ca. 1905)

## Bevölkerungsentwicklung
| Jahr      | 1962 | 1968 | 1975 | 1982 | 1990 | 1999 | 2006 | 2011 |
| Einwohner | 2362 | 2505 | 2618 | 2538 | 2631 | 2850 | 3179 | 3285 |

## Sehenswürdigkeiten
- Kirche und protestantische Kirche
- Brunnen La Fréjaire aus dem 17. Jahrhundert

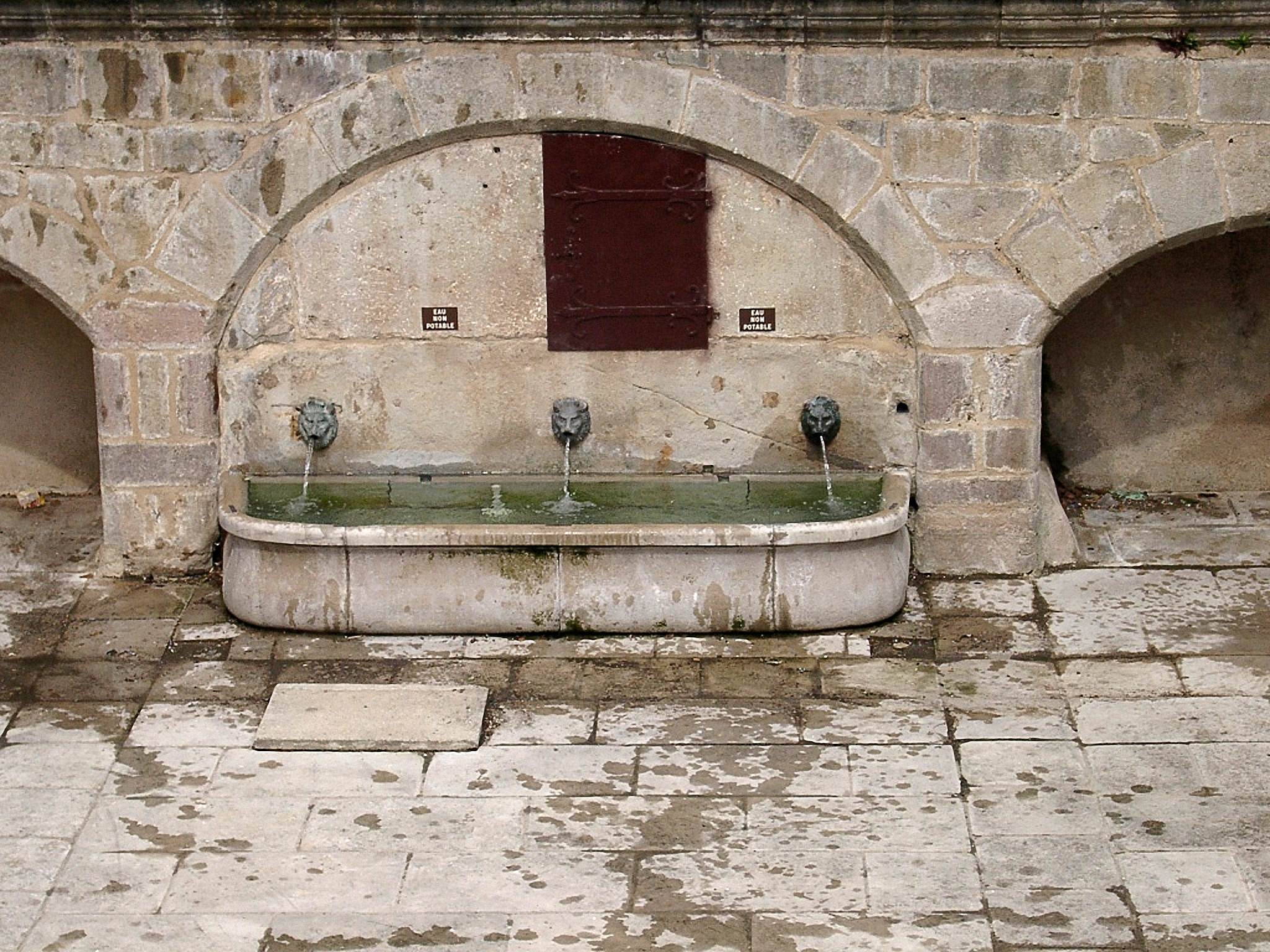
Brunnen La Fréjaire

## Verkehr
Durch die Gemeinde führen die früheren Nationalstraßen N 118 und N 631.
Im Jahr 1901 wurde der Bau einer schmalspurigen Pferdestraßenbahn genehmigt, die den Ort mit dem rund fünf Kilometer entfernten Bahnhof Laboutarie an der Bahnstrecke Castelnaudary–Rodez verband. Nachdem die Bahn in finanzielle Schwierigkeiten geraten war, wurde deren Betrieb im Jahr 1933 eingestellt.

## Persönlichkeiten
- Jean de Coras (1512–1572), Jurist und Humanist
- Guillaume Rondelet (1507–1566), Naturforscher
- Guyon Guérin de Bouscal (1617–1675), Schriftsteller
- Jean-Marie Charles Abrial (1879–1962), Vizeadmiral
- Louisa Paulin (1888–1944), Dichterin